# Mộc Uyển Thanh
Mộc Uyển Thanh (chữ Hán: 木婉清) là nhân vật nữ hư cấu trong tác phẩm "Thiên Long Bát Bộ" của nhà văn Kim Dung. Trong tiểu thuyết này, cô xuất hiện tại Hồi thứ 3: "Mã tật hương u". Theo đó, Uyển Thanh có võ công không tầm thường, sở trường dùng ám khí và một quá khứ khá đặc biệt. Cô có gương mặt trái xoan xinh đẹp, nước da trắng ngần, hai mắt to tròn và sáng, trái tim chỉ thuộc về duy nhất một người. Khi hành hiệp giang hồ, cô thường mặc y phục màu xanh lục và quấn khăn bịt mặt. Mộc Uyển Thanh có một mối tình khá ngang trái với Đoàn Dự nhưng sau này cũng được Kim Dung kết thúc một cách êm đẹp,.

## Thân thế
Mộc Uyển Thanh có một thân thế và lai lịch đặc biệt có cha là Đoàn Chính Thuần, Trấn Nam Vương của nước Đại Lý và sư phụ là Tần Hồng Miên đồng thời cũng chính là mẹ. Tính cách Uyển Thanh quái lạ, ngang bướng, không thích gặp đàn ông nhưng cũng rất chung tình, và tình yêu của nàng cũng mạnh mẽ y như tính cách. Sau này khi gặp Đoàn Dự, có điều gì không vừa ý là thẳng tay tát tai anh chàng này.
Sư phụ của Mộc Uyển Thanh - Tu La đao Tần Hồng Miên là một người đàn bà đã từng nếm trải sự phụ bạc của đàn ông (Đoàn Chính Thuần) nên bà đã bắt nàng che kín khuôn mặt đẹp như hoa của nàng để không một nam nhân nào thấy được mặt. Bà bắt nàng lập lời thề khá đặc biệt:" Người đàn ông đầu tiên thấy được mặt ngươi mà ngươi không giết kẻ đó thì hắn sẽ là chồng ngươi". Đơn giản vì cô bị "sư phụ" nhồi nhét những định kiến rất cực đoan về đàn ông trong thiên hạ nên những ý nghĩ và hành động của nàng với Đoàn Dự nhiều khi khá cổ quái và buồn cười.
Vì hận đời, hận người nên Tần Hồng Miên đã tạo ra một nghịch cảnh đối với Mộc Uyển Thanh, bà không hề nhận Mộc Uyển Thanh là con mình mà nói dối rằng cô là một đứa bé mồ côi từ nhỏ, không cha không mẹ, không gia đình không nhà cửa cho nên đã bắt cô từ nhỏ phải sống biệt lập với thế gian ở một thung lũng hẻo lánh và ngăn cấm cô không được tiếp xúc với đàn ông. Chính vì điều này nên Mộc Uyển Thanh vẫn cứ tin tưởng rằng cô là một đứa trẻ mồ côi và được sư phụ nuôi dưỡng.
Mối hận của Tần Hồng Miên đối với Đoàn Chính Thuần khá sâu sắc, sau này qua trò chuyện với Đoàn Dự cô mới tiết lộ là thuở nhỏ, cô thường xuyên bị sư phụ đánh đập mỗi khi bực mình, đặc biệt là khi cô muốn dò hỏi về tung tích của cha mình và mỗi khi Tần Hồng Miên luyện môn võ mà Đoàn Chính Thuần đã dạy, mỗi khi luyện xong, bà ta thường thở dài buồn bã và la mắng, thậm chí đánh đập Mộc Uyển Thanh.
Khi hành tẩu trên giang hồ, cô chỉ có một người bạn là con ngựa trung thành tên Hắc Mai Côi. Khi Đoàn Dự lần đầu gặp nó, anh có nhận định đây là một giống thần câu, khác hẳn ngựa thường. Lông nó đen láy, bốn vó thon thon như vó ngựa nhỏ nhưng rất cao, toàn thân coi bộ hùng vĩ hiên ngang, đôi mắt lóe sáng trong đêm tối, nghe tiếng kêu, Đoàn Dự đã biết là ngựa hay.
Ngoài ra cô cũng có một giọng nói tuy trong vắt "nhưng tẻ ngắt chẳng ấm cúng chút nào khiến người nghe không được êm tai". Mộc Uyển Thanh cũng có một hương thơm quyến rũ, nên giang hồ còn đặt cho cô biệt danh "Hương Dược Xoa", khi Đoàn Dự đứng cách cô không đầy hai thước thì đã ngửi thấy có mùi hương thoảng, "một mùi thơm nhẹ nhàng như lan mà không phải lan, ngào ngạt như xạ mà không phải xạ. Một mùi thơm tuy không nồng nàn nhưng làm cho người ngửi thấy phải mê ly, phải rùng mình".
Mộc Uyển Thanh từ nhỏ ở với sư phụ, chưa ở cùng một người thứ ba nào. Sư phụ nàng tính tình lạ lùng, xưa nay chẳng hề nói chuyện đời cho nàng nghe cho nên đạo đức qui củ của thế gian, lễ nghĩa luật pháp nàng hoàn toàn chẳng biết gì cả nên nghe Đoàn Dự nói "người không ăn thịt người được" chỉ bán tín bán nghi, trợn tròn mắt nhìn chàng, hơi lấy làm lạ lùng.
Từ việc này có thể thấy được Mộc Uyển Thanh hoang dã vô cùng, cái gì cũng không biết, đến những lẽ cơ bản nhất nàng ta cũng chẳng hiểu.
Cuộc đời buồn bã và tẻ nhạt của một cô gái mới lớn cứ thế trôi qua trong sự lạnh lùng, hận thù mơ hồ. Tuy vậy cô cũng cảm nhận được tình yêu thương mà sư phụ của cô dành cho cô mà không biết rằng đó chính là tình cảm của một người mẹ dành cho con. Và cuộc đời của cô đã gặp ngã rẽ khi gặp gỡ với Đoàn Dự.

## Gặp gỡ Đoàn Dự

### Tại Vạn Kiếp Cốc
Cũng vì lời thề oái oăm đó mà sau này nàng gặp Đoàn Dự vốn là vương tử Đại Lý, ngay lập tức nàng bị cuốn hút bởi vẻ tuấn tú, tính tình thẳng thắn, ghét bạo lực và lòng nhân hậu của chàng. Cuộc gặp gỡ của cô với Đoàn Dự diễn ra trong hoàn cảnh khá đặc biệt. Lúc này Đoàn Dự đến Vạn Kiếp Cốc để báo tin cho Chung Vạn Cừu biết tin con gái của ông ta với Cam Bảo Bảo là Chung Linh (thực chất đây cũng là con của Đoàn Chính Thuần) đã bị Thần Nông bang giam giữ và cầu xin cứu Chung Linh. Đoàn Dự được đưa đến chỗ Mộc Uyển Thanh mượn ngựa, sau một hồi diễn biến, Đoàn Dự quay lại sơn trang và ở đây anh gặp Mộc Uyển Thanh.

Lúc này Mộc Uyển Thanh đang bị một toán người do hai bà bà dẫn đầu vây đánh theo lệnh của Vương phu nhân - trang chủ của Mạn Đà sơn trang. Mộc Uyển Thanh xuất chiêu giao đấu với nhóm người này, cô sử dụng cây kiếm mỏng khá linh hoạt và nhanh nhạy cộng với cổ tay nàng gắn các phi tiêu, mỗi khi nguy cấp cô liền đưa tay lên nhắm vào đối thủ và gồng mạnh, lập tức phi tiễn (từ 1 đến 3 mũi) bay ra nhanh như chớp vào đối thủ.
Mặc dù có võ nghệ và binh khí lợi hại nhưng một mình cô không thể chống chọi với số đông với khí thế áp đảo, nên Uyển Thanh dần tỏ ra lúng túng sau tấn công đeo bám của nhóm người và hai bà bà. Đoàn Dự trông thấy nổi tính trượng nghĩa vào khuyên can mọi người đừng đánh nhau. Mộc Uyên Thanh hỏi Đoàn Dự có biết võ công không. Đoàn Dự trả lời rằng không biết võ công nhưng chỉ vì bất bình nên mới ra tay can thiệp. Cô tỏ ra khá ngạc nhiên và có ấn tượng với anh chàng này.
Biết không thể địch lại với đám đông, Uyển Thanh liền phóng các phi tiễn làm đòn hỏa mù rồi tung người phi thân ra khỏi sảnh và vọt qua khỏi tường rào, đồng thời cũng không quên kéo theo Đoàn Dự chạy trốn. Cô đã chuẩn bị sẵn con ngựa Hắc Mai Côi để đón cô, cả hai người phi ngựa như bay chạy thoát khỏi toán người vây đánh, đi về hướng Thần nông bang để cứu Chung Linh.

### Trên đường cứu bạn
Dọc đường đi, Đoàn Dự có hỏi về thân thế của cô, tên tuổi của cô nhưng cô không trả lời, thậm chí còn tát tai Đoàn Dự. Và cuối cùng là cô ném Đoàn Dự xuống ngựa, kéo lê anh chàng này. Cuối cùng ngựa mệt, cả hai phải ngồi nghỉ, hai bên trò chuyện, Đoàn Dự lại bị thêm mấy cái tát tai nữa. Không chịu nổi, Đoàn Dự tìm cách cưỡi con ngựa bỏ trốn và đi cứu Chung Linh trước. Nhưng con ngựa không chịu nghe lệnh của Đoàn Dự vì vậy anh chàng này lại bị thêm mấy cái tát tai nữa.
Cuối cùng Đoàn Dự cố gắng thuyết phục Mộc Uyển Thanh đồng ý cùng anh đi giải cứu Chung Linh. Lúc này có hai người bịt mặt là sứ giả của Thiên Sơn Đồng Mỗ đến bắt nhầm Mộc Uyển Thanh, hai bên giao chiến quyết liệt. Mộc Uyển Thanh đã dung phi tiễn giết được một người nhưng người còn lại bèn nhân cơ hội đó chém Mộc Uyển Thanh và truy sát cô đến cùng. Nhưng Đoàn Dự đã xã thân cứu giúp cô, anh liều mạng xông vào ôm chặt lấy sứ giả. Mộc Uyển Thanh tiện tay giết nốt người này.
Sau khi giết được sứ giả, Đoàn Dự vội chạy lại săn sóc vết thương cho Mộc Uyển Thanh, chàng định xem vết thương nặng nhẹ như thế nào thì bị thêm một cái tát tai nữa vì bị hiểu lầm là lợi dụng cơ hội để sàm sỡ. Sau thời gian giải thích, cả hai đi cứu Chung Linh. Lần này Đoàn Dự nghĩ ra kế giả dạng, anh lấy hai bộ áo quần của sứ giả rồi giả vờ làm sứ giả đi tới thần nông bang giải cứu cho Chung Linh.
Nhờ uy danh của sứ giả, cuộc giải cứu thành công, hai người đã lừa được Thần Nông bang và cứu được Chung Linh. Cả ba vừa đi đường vừa trò chuyện, Mộc Uyển Thanh không được vui lắm vì tình cảm thắm thiết mà Chung Linh dành cho Đoàn Dự. Lúc này Thần Nông bang đã biết bị lừa và truy tầm hai người. Họ đã đuổi đến nơi, truy sát cả ba người. Mộc Uyển Thanh ra lệnh cho Chung Linh chạy trước và không được níu kéo Đoàn Dự.
Đoàn Dự không nỡ bỏ cô một mình bèn ở lại cùng sống chết với Mộc Uyển Thanh làm cô rất cảm động. Cả hai không thể địch được với đông người nên phải phá vây bỏ chạy. Kẻ thù truy đuổi rất gấp, cả hai nhảy lên ngựa Hắc Mai Côi để chạy trốn nhưng đến bờ vực thẳm, con ngựa cố gắng cõng hai người nhảy qua nhưng bị rơi xuống vực sâu. Mộc Uyển Thanh cố gắng phi thân khỏi con ngựa vọt lên trước khi bị rơi xuống vực, cô cũng kéo theo Đoàn Dự vọt lên.

### Gặp Ngạc Thần
Sau khi thoát được khỏi thần Long bang, Mộc Uyển Thanh ngã quỵ xuống vì bị nội thương (phát sinh trong trận chiến với Thần Long bang) cả hai đều mệt mỏi rã rời thì đột nhiên xuất hiện kẻ thù nguy hiểm là Nam Hải Ngạc Thần một trong Tứ Đại ác nhân trên giang hồ.
Nam Hải Ngạc thần đòi giết cả hai người vì xưa nay ông ta chưa từng tha cho ai mỗi khi bắt gặp, Mộc Uyển Thanh cố gắng chống trả nhưng nhanh chóng bị đánh bại vì sức yếu và nội thương, Đoàn Dự liền ra tay can thiệp, Ngạc Thần nhanh chóng khống chế được Đoàn Dự và định bóp bể đầu anh chàng này nhưng ông ta nhận ra đầu Đoàn Dự giống với mình là có sương sọ lòi ra, nhất định sẽ là kỳ tài võ học liền tha cho Đoàn Dự và bắt anh này phải khấu đầu bái ông ta làm sư phụ.
Đoàn Dự không chấp nhận, Nam Hải Ngạc Thần quay sang đòi giết Mộc Uyển Thanh, Đoàn Dự ngăn cản, Nam Hải Ngạc Thần hỏi lý do. Lúc này Mộc Uyển Thanh đưa ra một quyết định là cho Đoàn Dự xem khuôn mặt của mình, cô tháo khăn bịt mặt màu đen ra và để cho Đoàn Dự trông thấy dung mạo của mình, Đoàn Dự là người đàn ông đầu tiên nhìn thấy khuôn mặt của cô và như thế là cô đã gả mình cho Đoàn Dự và gọi anh ta là Đoàn lang.
Nam Hải ngạc thần chấp nhận việc này và hứa sẽ không giết Mộc Uyển Thanh vì đây là vợ của đồ nhi mình nhưng ông ta đã ra điều kiện cho Đoàn Dự phải suy nghĩ về lời đề nghị bái sư của ông ta và sau 1 ngày  phải có câu trả lời dứt khoát. Ông ra đi và mang theo Mộc Uyển Thanh để làm con tin, nếu Đoàn Dự không nhận lời thì Ngạc Thần sẽ giết Mộc Uyển Thanh.
Đoàn Dự buộc phải chấp nhận thời hạn đó, trong thời hạn này, Đoàn Dự đã tự mình luyện võ để đánh lại Ngạc Thần, anh đã luyện thành công được tuyệt học Lăng ba vi bộ. Lúc này Ngạc Thần đang canh gác Mộc Uyển Thanh thì Cùng Hung Cực Ác Vân Trung Hạc, một trong tứ đại ác nhân có sở trường là tà dâm xuất hiện, định giở trò với Mộc Uyển Thanh nhưng bị Ngạc Thần ngăn lại, cả hai đánh nhau kịch liệt thì Tứ đại hộ vệ của Đại Lý xuất hiện (gồm Chử, Cổ, Phó, Chu) cùng với Đoàn Dự kịp thời cứu Mộc Uyển Thanh đi.

### Gặp Đao Bạch Phụng
Sau khi được Tứ đại hộ vệ cứu đi, Mộc Uyển Thanh được Đoàn Dự chăm sóc để trị liệu vết thương, lúc hồi phục phần nào thì nàng cũng biết Đoàn Dự là công tử con nhà gia thế (chứ chưa biết đó là thế tử Đại Lý) và cách nhìn của Uyển Thanh đối với Đoàn Dự cũng khác trước.

Trong lúc nàng đang băn khoăn mình phải làm gì thì Đoàn Dự sang phòng nàng đề nghị hai người cùng bỏ trốn vì Đoàn Dự không muốn trở về Đại Lý mà tiếp tục ngao du sơn thủy. Mộc Uyển Thanh đồng ý, cả hai cùng lẻn khỏi tứ đại hộ vệ và cùng chạy trốn. Nhưng trên đường chạy trốn họ lại bị Vân Trung Hạc theo dõi và đuổi bắt.
Vân Trung Hạc vốn ham muốn Mộc Uyển Thanh nên đã theo dõi từ xa cô này. Tình thế trở nên nguy hiểm vì Đoàn Dự thì không biết võ trong khi Mộc Uyển Thanh lại đang bị thương. Cả hai phải chạy trốn rất vất vã về hướng Nam biên giới giữa Đại Lý và Đại Tống. Đoàn Dự cố tình chạy về hướng đó vì biết trước mặt sẽ có một ngôi am (nơi mà mẹ của anh đang tu ở đó), vừa chạy gần tới anh thét lớn cứu mạng. Vân Trung Hạc lúc này đeo bám sát nút, và lựa thời điểm bật nhảy chụp lấy Mộc Uyển Thanh. Thì Đao Bạch Phụng phi ra tương cứu.
Đoàn Dự ôm lấy Đao Bạch Phụng và nũng nịu thì Mộc Uyển Thanh tức giận và phóng phi tiễn định hạ sát Đao Bạch Phụng nhưng thất bại và cô cũng ngượng ngập khi biết đó chính là mẹ của Đoàn Dự. Đao Bạch Phụng cũng nghi ngờ Mộc Uyển Thanh có quan hệ với Tần Hồng Miên. Lúc này tứ đại hộ vệ đã kịp thời đến hộ giá, Vân Trung Hạc thế cô đành phải rút lui.
Tứ Đại hộ vệ đề nghị Đao Bạch Phụng về Đại Lý vì hiện nay tứ đại ác nhân đang xâm nhập Đại Lý, vì vậy cần phải đưa bà về an toàn khu nhằm tiện bề bảo vệ. Đao Bạch Phụng vì giận chồng là Đoàn Chính Thuần nên cương quyết không chịu, Đoàn Dự, Mộc Uyển Thanh và Tứ đại hộ vệ thuyết phục mãi cuối cùng Đao Bạch Phụng cũng chịu theo mọi người về Đại Lý.

## Tại Đại Lý

### Phát hiện ra thân thế
Về đến kinh đô Đại Lý, cô được cho diện kiến hoàng đế Đại Lý là Đoàn Chính Minh cùng Đoàn Chính Thuần, với vẻ hồn nhiên, trong sáng rất giản dị, cô nói chuyện thẳng thắn với nhà vua mà không phân biệt ngôi thứ, điều này làm Đoàn Chính Minh rất ngạc nhiên và với tấm lòng nhân hậu, ông rất có thiện cảm với Mộc Uyển Thanh, đứa cháu dâu tương lai.
Đến tối, Mộc Uyển Thanh được mời dùng bữa cơm thân mật để mừng ngày đoàn tụ của gia đình Đoàn Chính Thuần tại phủ Trấn Nam vương. Trong buổi liên hoan này, cô dâng rượu chúc lễ cho Đao Bạch Phụng và khi bà này đưa tay đón nhận đã để lộ vết bớt ở tay trái khiến cô phát hiện đây chính là Đao Bạch Phụng, người mà sư phụ cô đã căn dặn hễ khi gặp là giết ngay (sư phụ cô dặn trên đời phải giết được 2 người, thứ nhất là Đao Bạch Phụng và thứ 2 là một người đàn bà họ Vương - mẹ của Vương Ngữ Yên).
Vì ám ảnh lời dặn của sư phụ, cô đã nổi sát ý, đưa cánh tay lên và bắn phi tiễn đã tẩm độc vào Đao Bạch Phụng, bà này vì quá bất ngờ nên không kịp né tránh và đành chịu chết nhưng Đoàn Dự ngồi bên cạnh là liều thân che chắn và trúng tên gục xuống. Đoàn Chính Thuần nhanh chóng khống chế Mộc Uyển Thanh và tịch thu hung khí. Mọi người tập trung quan tâm đến Đoàn Dự nhưng may mắn là không ảnh hưởng gì.
Đoàn Chính Thuần và Đao Bạch Phụng tra hỏi Mộc Uyển Thanh tại sao lại có ý đồ hành thích. Mộc Uyển Thanh trả lời rằng đó là do lệnh của sư phụ và kể lại tường tận câu chuyện và có ý nói rằng không muốn hại Đoàn Dự. Đoàn Chính Thuần bảo Đao Bạch Phụng đưa Đoàn Dự vào trong phòng nghỉ để chăm sóc vết thương, còn mình thì gặp riêng Mộc Uyển Thanh.
Đoàn Chính Thuần dò xét về lai lịch của Mộc Uyển Thanh, ông thi triển một số chiêu võ khiến Mộc Uyển Thanh nhận ra đó chính là võ công của sư phụ của cô và Đoàn Chính Thuần khẳng định đó chính là Tần Hồng Miên và ông nhanh chóng nhìn ra Mộc Uyển Thanh chính là đứa con rơi của mình. Ông tha thứ cho Mộc Uyển Thanh mọi chuyện và dặn cô đưa ông ta về gặp sư phụ.
Mộc Uyển Thanh vui vẻ nhận lời và cầu xin Đoàn Chính Thuần gả Đoàn Dự cho mình. Đoàn Chính Thuần thất sắc và kêu lên "Oan nghiệt!". Ông nói rằng việc gì cũng giúp cô nhưng việc này thì không thể, Mộc Uyển Thanh hỏi nguyên do thì ông nói ra nguyên nhân rằng Đoàn Dự là anh cùng cha khác mẹ của cô và cô chính là con gái của ông với Tần Hồng Miên - tức sư phụ cô.
Mộc Uyển Thanh nghe sự thật phũ phàng này xong thì rất bất ngờ, nhất quyết không tin chuyện này vì nghĩ rằng Đoàn Chính Thuần bịa chuyện để từ chối hôn ước. Nhưng lúc đó sư phụ Tu La Đao cũng tìm đến và đòi đưa đồ đệ về. Qua cuộc trao đổi giữa Tu La Đao và Đoàn Chính Thuần, nàng nhận ra được một sự thật đau khổ rằng sư phụ của mình là chính là thân mẫu, còn Đoàn Chính Thuần là tình lang của mẹ cô và lại là thân phụ của nàng.
Trong lòng đau khổ, uất hận, không muốn tin vào sự thật phũ phàng, đắng cay đó. Trong lúc nàng đau khổ nhất định tìm tới cái chết, cả hoàng cung Đại Lý đều xót xa cho mối tình đó khi hiểu ra họ là anh em cùng cha khác mẹ. Đoàn Chính Thuần giảng cho Mộc Uyển Thanh nghe rằng cô là em của Đoàn Dự. Đoàn Dự thay đổi cách xưng hô, gọi cô là muội muội (em gái). Cô cũng thay đổi cách xưng hô, gọi Đoàn Dự là ca ca (anh trai). Thế nhưng tự thâm tâm, họ biết là họ vẫn thầm yêu nhau.

### Phá âm mưu của Đoàn Diên Khánh
Mộc Uyển Thanh đi dạo để quên nỗi buồn, nàng vô tình gặp Đoàn Diên Khánh và y nói rằng sẽ có cách để biến Đoàn Dự từ anh trai trở thành chồng nàng. Đoàn Diên Khánh nghĩ ra một cách làm cho hoàng gia họ Đoàn mất mặt, không còn chỗ đứng trong võ lâm Trung Nguyên. Ông cóc Đoàn Dự và Mộc Uyển Thanh giam chung vào một nhà đá, trộn Âm dương hòa hợp tán vào thức ăn (thứ xuân dược có khả năng kích thích tình dục). Đoàn Diên Khánh lại còn mời anh hùng hào kiệt khắp nơi đến chứng kiến cảnh anh em loạn luân để bêu rếu họ Đoàn trước thiên hạ, để phục vụ mưu đồ tiếm ngôi vua Đại Lý là Đoàn Chính Minh, anh trai của Đoàn Chính Thuần, bác của Đoàn Dự. Tình thế thật khó khăn, tác dụng của thuốc quá mạnh khiến cho Đoàn Dự ôm Mộc Uyển Thanh đặt lên giường, đưa tay toan cởi khuy áo, Còn Mộc Uyển Thanh thì thân thể cũng nóng ran, không thể nhịn được nữa, bèn cởi bỏ áo ngoài ra".
Lúc đó Đoàn Dự nghĩ rằng "Nếu ta làm mất hết thanh danh họ Đoàn thì dù chết trăm lần cũng không chuộc được tội lỗi". Cho nên dù thấy Mộc Uyển Thanh "Hai má đỏ hồng, đôi mắt quyến rũ ướt rượt như muốn nhảy xổ vào lòng chàng" thì anh chàng vẫn còn đủ lý trí vận nội công để tự chế ngự. Anh dặn: "Nếu ta đưa tay sờ vào người muội thì muội hãy giết lập tức". Mộc Uyển Thanh nói: "Muội không bằng lòng đâu". Đoàn Dự bèn giảng cho cô nghe về Kinh Dịch để góp phần trấn áp cơn mê muội của Mộc Uyển Thanh.
Nhưng Đoàn Diên Khánh thì ngồi trực ngoài nhà đá, đợi cho hai anh em họ Đoàn "hoàn thành hảo sự" xong là mở cửa cho mọi người nhìn. Nếu Đoàn Dự và Mộc Uyển Thanh tự vẫn, lão sẽ đem xác họ bêu riếu khắp thiên hạ. Ông nói: "Ta sẽ ướp muối xác của hai ngươi, treo ở Đại Lý ba ngày, sau đó đem đi Biện Lương, Lạc Dương, Lâm An, Quảng Châu các nơi cho mọi người xem chơi". Rất tiếc kế hoạch của Đoàn Diên Khánh không thể thành hiện thực vì may nhờ tâm niệm trong sạch và ý chí kiên cường hơn người của Đoàn Dự mà hai người đã thoát khỏi hiểm cảnh, đồng thời vẫn giữ được danh tiếng của Đoàn hoàng gia Đại Lý.
Sau đó trong buổi tiệc liên hoan với nhà họ Đoàn tại Trấn Nam vương phủ để mừng tai qua nạn khỏi, cô còn phát hiện được có thêm một người em gái nữa là Chung Linh (là con của Đoàn Chính Thuần với Cam Bảo Bảo - hiện là vợ của Chung Vạn Cừu, cốc chủ Vạn Kiếp Cốc), Đoàn Dự thì rất vui mừng nhưng cô bỏ đi không nói lời nào.

## Tại Tây Hạ
Lúc này cô đã chấp nhận sự thật đắng cay rằng Đoàn Dự, người mà mình yêu lại chính là anh mình, và dần dần tìm cách cố quên anh chàng đi. Cô đành phải rời bỏ Đoàn Dự trong đau đớn, xót xa, cùng mẹ mình đi chu du thiên hạ với mục đích truy tìm những tình địch năm xưa của mẹ nhằm báo thù, rửa hận. Nhưng rồi trong một lần tới Tây Hạ, cô đã gặp lại Đoàn Dự đang trên đường đi cầu hôn công chúa Tây Hạ, lúc này cô đến Tây Hạ thì bị đám người của Vương tử Thổ Phồn chặn lại và với bản tính bướng bỉnh, cô đã có một trận quyết đấu với đám người này.
Đang quyết đấu thì đám người của Đoàn Dự cũng tới, gặp lại Đoàn Dự, dù lúc đầu cô tỏ ra không quen biết, thậm chí còn cố ra chiều giận dỗi với chàng. Nhưng trong lòng cô vô cùng bối rối khó tả, vừa mừng vì gặp được Đoàn Dự, vừa giận lại thêm lo lắng vì nàng chợt nhớ ra chàng là anh trai mình, nhưng sâu thẳm trong trái tim mình, cô đã nhận ra sự thật rằng mình sẽ không bao giờ có thể quên được Đoàn Dự.
Điều này còn thể hiện qua việc Mai kiếm, Trúc kiếm, hai môn hạ của Hư Trúc gợi ý Hư Trúc cho Mộc Uyển Thanh cải trang thay Đoàn Dự đi vào hoàng cung để cầu hôn công chúa Tây Hạ nhằm mục đích kết tình thông gia giữa hai nước Đại Lý-Tây Hạ (lúc này Đoàn Dự bị Mộ Dung Phục bắt cóc, ném xuống giếng mọi người không hề biết). Chỉ mới nghe tới đó, nước mắt cô đã tuôn rơi,"lòng bi phẫn nổi lên, nàng đẩy đổ cái bàn phía trước, rồi chạy về phòng khóc một hồi". Dù cô biết rõ Đoàn Dự là người anh trai cùng cha, khác mẹ của mình, nhưng trong lòng cô vẫn còn tình yêu mến, thương nhớ chẳng những không nhạt phai mà trái lại mỗi ngày một tăng lên với chàng, và điều này khiến cô cảm thấy đau khổ vì mối tình của mình thật sự oan nghiệt, trái lại luân thường đạo lý.
Sau đó nhiều biến cố đã xảy ra trên đường, cô cùng đoàn người trở về Đại Lý. Trước lúc chết, Đao Bạch Phụng, mẹ của Đoàn Dự đã tiết lộ rằng chàng và Đoàn Chính Thuần chỉ là cha con hờ, còn Đoàn Diên Khánh mới là cha thật sự của chàng. Điều này thì Mộc Uyển Thanh hoàn toàn không hề biết, chỉ có Đoàn Dự biết được chuyện này.

## Kết cục
Từ khoảng năm 2006, Kim Dung đã có những thay đổi, chỉnh sửa và bổ sung nội dung những tác phẩm kiếm hiệp của ông. Trong bản chỉnh sửa cuối cùng của Thiên Long Bát Bộ (Bản Tân Tu), số phận của Mộc Uyển Thanh có nhiều thay đổi cho với trước đây. Sau biến cố Tiêu Phong tự tử, Đoàn Dự trở về Đại Lý. Vương Ngữ Yên từ sau khi bị Đoàn Dự hút nội lực dưới đáy giếng nên đã có phần già đi. Cô và đám người Đoàn Dự trở lại Vô Lượng Ngọc Bích để tìm bí kíp Bất lão trường xuân công của phái Tiêu Dao. Khi nhìn lại bức tượng ngọc, Đoàn Dự đã nhận ra chàng đã si mê bức tượng ngọc bích đặt lên Vương Ngữ Yên và để cô ra đi. Cuối truyện, Đoàn Dự đã tiết lộ cho nàng và một số ít người thân cận về thân thế thật của mình, đồng thời Đoàn Dự nhận ra Mộc Uyển Thanh là người con gái mình yêu nhất nên đã quyết định kết hôn với nàng và lập làm hoàng hậu, lập Chung Linh làm phi tần.
Cháu nội của Đoàn Dự chính là Đoàn Trí Hưng, một cao thủ lừng danh xếp hàng "thiên hạ ngũ tuyệt" trong Xạ Điêu Tam Bộ Khúc.

## Phim ảnh
- 1982: Dương Phán Phán,
- 1997: Triệu Học Nhi,
- 2003: Tưởng Hân,
- 2013: Triệu Viên Viện,